# Anna von Notz
Anna von Notz (* 1984 in Rendsburg) ist eine deutsche Rechtswissenschaftlerin mit Schwerpunkt auf Parlamentsrecht, Wahlrecht und Parteienrecht. Seit November 2021 ist sie für sechs Jahre gewähltes Mitglied im 15-köpfigen Rat der Evangelischen Kirche Deutschlands (EKD) und seit Januar 2024 Richterin in Berlin.

## Leben
Von Notz, Tochter einer Lehrerin und des Pastors Peter Godzik, wuchs in Büdelsdorf, Hannover, Schleswig und Ratzeburg auf. Sie absolvierte ein Studium der Rechtswissenschaften an den Universitäten Heidelberg, Paris und Hamburg. Dabei wurde sie vom Evangelischen Studienwerk Villigst gefördert.
An der Humboldt-Universität zu Berlin war sie als wissenschaftliche Mitarbeiterin und Doktorandin am Lehrstuhl für Öffentliches Recht (Christoph Möllers) tätig, wo sie als Stipendiatin der Studienstiftung des deutschen Volkes 2018 mit einer Arbeit zum Thema Liquid Democracy promovierte.
Ihr Rechtsreferendariat absolvierte sie am Kammergericht Berlin. Sie ist Redakteurin und Mitglied des Redaktionsrates des Verfassungsblogs und war Wissenschaftliche Mitarbeiterin am Bundesverfassungsgericht. Darüber hinaus engagierte sie sich als Stellvertretende Vorsitzende des Bundesschiedsgerichts der Partei Bündnis 90/Die Grünen.
Am 9. November stellte sie sich der Wahl zum Mitglied des Rates der EKD und wurde für die Amtszeit von 2021 bis 2027 in das Leitungsgremium der Evangelischen Kirche in Deutschland gewählt. Sie ist Vorstandsmitglied im Studienzentrum der EKD für Genderfragen in Kirche und Theologie.
Die Senatorin für Justiz und Verbraucherschutz ernannte Anna von Notz am 20. Januar 2024 im Namen des Senats von Berlin zur Richterin auf Probe.
Sie war Mitglied des Bundeswahlausschusses für die Europawahl 2024.
Anna von Notz ist mit dem Grünen-Politiker Konstantin von Notz verheiratet und Mutter zweier Kinder.

## Publikationen
- Anna von Notz: Liquid democracy: Internet-basierte Stimmendelegationen in der innerparteilichen Willensbildung. Dissertation, 2018 (= Beiträge zum Organisationsverfassungsrecht. Nr. 4). Mohr Siebeck, Tübingen 2020, ISBN 978-3-16-157699-7 (d-nb.info [abgerufen am 13. November 2021]).